# Walter Sauvant
Walter Sauvant (* 31. Januar 1890 in Samohlen; † 3. Februar 1963 in Heidenheim an der Brenz) war ein deutscher Offizier, zuletzt Generalmajor der Wehrmacht.

## Leben
Walter Sauvant trat am 1. Mai 1909 als Fahnenjunker in die Armee ein und diente im Ersten Weltkrieg. Am 22. August 1910 wurde er im Infanterie-Regiment 148 zum Leutnant befördert.
Nach dem Krieg wurde er in die Reichswehr übernommen. Am 22. April 1922 zum Hauptmann befördert, war er 1924 Chef der 7. Kompanie des 1. Infanterie-Regiments. 1931 war er in diesem Regiment im Stab.
In der Wehrmacht wurde er am 1. Juli 1935 Oberstleutnant und am 1. Februar 1938 Oberst. Ab 10. November 1938 war er Kommandant des Truppenübungsplatzes Arys, was er bis September 1939 blieb. Anschließend war er ab 1. Januar 1940 Kommandant des Truppenübungsplatzes Nord bei Mielau, ein Truppenübungsplatzes des größeren Truppenübungsplatzes Mielau. Ab 1. Februar 1942 führte er mit der gleichzeitigen Beförderung zum Generalmajor den Truppenübungsplatz Mielau. Mit der Aufstellung der Schatten-Division Ende Januar 1944 wurde er zusätzlich der Kommandeur der auf dem Truppenübungsplatz aufgestellten Infanterie-Division Mielau, welche Ende Juni 1944 bereits wieder aufgelöst wurde. Bis 18. Januar 1945 blieb er Kommandant des Truppenübungsplatz Nord. Von Februar bis März 1945 war er mit einem Sonderauftrag versehen.
Sauvant war verheiratet und wohnte nach dem Krieg in Heidenheim an der Brenz.